# Optimizarea portofoliului
Optimizarea portofoliului este procesul de selectare a unui portofoliu optim (adică alocarea optimă a activelor) dintr-un set de portofolii analizate, în funcție de un obiectiv specific. De regulă, acest obiectiv vizează maximizarea randamentului ajustat la risc și minimizarea riscurilor și costurilor asociate, conducând astfel la o problemă de optimizare multi-criterială.
Procesul de optimizare ia în considerare factori tangibili, precum structura activelor și pasivelor, volatilitatea, corelațiile dintre active și alți indicatori fundamentali, dar și factori intangibili, cum ar fi strategiile de dezinvestire selectivă sau alocarea dinamică a capitalului.

## Teoria modernă a portofoliului
Teoria modernă a portofoliului a fost introdusă în 1952 în teza doctorală a lui Harry Markowitz, unde a fost definit pentru prima dată modelul Markowitz. Acest model presupune că un investitor urmărește să maximizeze randamentul așteptat al unui portofoliu, asumându-și un nivel prestabilit de risc. Portofoliile care îndeplinesc acest criteriu, adică cele care generează cel mai mare randament așteptat pentru un anumit nivel de risc, sunt denumite portofolii eficiente.
Prin definiție, un portofoliu care oferă un randament așteptat mai mare decât un portofoliu eficient trebuie să implice și un nivel de risc mai ridicat, altfel ar contrazice principiul optimizării portofoliului. Acest lucru evidențiază compromisul fundamental dintre randamentul așteptat și riscul asumat. Relația dintre risc și randamentul așteptat al portofoliilor eficiente este reprezentată grafic prin frontiera eficientă, o curbă care descrie combinațiile optime dintre risc și randament.
Toate portofoliile eficiente sunt bine diversificate, întrucât diversificarea reduce riscul specific (idiosincratic) fără a afecta negativ performanța generală. Modelul Markowitz se bazează pe optimizarea media-varianță, care determină portofoliul optim prin echilibrarea randamentului așteptat și volatilității (măsurate prin deviația standard).
Totuși, ignorarea momentelor statistice superioare ale distribuției randamentelor (precum asimetria și curtosisul) poate duce la supraexpunere la active riscante, mai ales în condiții de volatilitate ridicată. În plus, optimizarea portofoliilor atunci când distribuțiile randamentelor nu sunt gaussiene reprezintă o provocare matematică semnificativă, necesitând abordări mai avansate, precum optimizarea robustă, modelele bazate pe simulări Monte Carlo sau optimizarea condiționată de risc (CVaR - Conditional Value at Risk).
Paritatea Ierarhică a Riscului este o metodă avansată de optimizare a portofoliului, introdusă în 2016 ca alternativă la modelul clasic de optimizare media-varianță dezvoltat de Harry Markowitz.

## Metode de optimizare
Problema optimizării portofoliului este formulată ca o problemă de maximizare a utilității sub constrângeri. Formulările standard ale funcțiilor de utilitate ale portofoliului o definesc ca fiind randamentul așteptat al portofoliului, ajustat pentru costurile de tranzacționare și finanțare, din care se scade un cost al riscului. Acest cost al riscului este definit ca riscul portofoliului ponderat cu un coeficient de aversiune la risc, reflectând penalizarea asociată incertitudinii și volatilitatea randamentului.
Pentru distribuții normale (gaussiene) ale randamentelor, această metodă este echivalentă cu maximizarea unei anumite valori percentilice a distribuției randamentului (de exemplu, quantilul superior), unde nivelul de încredere este determinat de coeficientul de aversiune la risc. Aceasta reflectă abordarea standard în modelele media-varianță, în care optimizarea constă în echilibrarea randamentului așteptat și volatilității, iar maximizarea unei valori percentilice superioare este echivalentă cu o strategie de alocare a capitalului bazată pe aversiunea la risc.
În practică, administratorii de portofolii și investitorii instituționali adaugă frecvent constrângeri suplimentarepentru a îmbunătăți diversificarea și pentru a gestiona mai eficient riscul. Exemple relevante includ:
- Limitarea expunerii pe un singur activ pentru a evita concentrarea excesivă;
- Stabilirea unor praguri maxime pentru alocarea sectorială sau geografică, reducând riscul sistemic asociat unor industrii sau regiuni specifice;
- Impunerea unor cerințe minime de lichiditate pentru a asigura capacitatea de a tranzacționa pozițiile fără impact semnificativ asupra prețului;
- Aplicarea restricțiilor de levier pentru a menține un grad sustenabil de îndatorare și a preveni volatilitatea excesivă.

Astfel de constrângeri sunt esențiale în gestionarea riscurilor de portofoliu și sunt adesea impuse și prin reglementări financiare, precum Basel III⁠(d) pentru instituțiile bancare și Solvency II⁠(d) pentru companiile de asigurări.
Aceste constrângeri sunt utilizate atât în optimizarea clasică media-varianță, cât și în modele mai avansate, cum ar fi optimizarea robustă, Conditional Value at Risk (CVaR) și metode bazate pe simulări Monte Carlo, care sunt utilizate în special pentru portofolii expuse la distribuții ale randamentelor asimetrice, extreme sau cu volatilitate ridicată.

### Abordări specifice
Optimizarea portofoliului se desfășoară, de obicei, în două etape:
1. Optimizarea ponderii între clasele de active (de exemplu, stabilirea proporției investițiilor între acțiuni și obligațiuni).
2. Optimizarea ponderii activelor în cadrul aceleași clase de active (de exemplu, alegerea proporției de capital alocat între acțiunile X, Y și Z într-un sub-portofoliu de acțiuni).

Având în vedere caracteristicile financiare fundamentale distincte și riscurile sistematice diferite, acțiunile și obligațiunile sunt tratate ca două clase de active distincte. Diversificarea între clasele de active se realizează prin distribuirea capitalului între diferite clase de active, iar diversificarea în cadrul aceleași clase de active presupune distribuirea capitalului în mai multe active din acea clasă.
Prin utilizarea acestui proces în două etape, se elimină riscurile nesistematice atât la nivelul fiecărui activ individual, cât și la nivelul clasei de active. Pentru formulele specifice portofoliilor eficiente, vezi separarea portofoliilor în analiza media-varianță.
O abordare des întâlnită în optimizarea portofoliilor este specifierea unei funcții de utilitate von Neumann–Morgenstern, definită în funcție de averea finală a portofoliului la orizontul de timp. Obiectivul este maximizarea valorii așteptate a utilității. Pentru a reflecta preferința pentru randamente mai mari, funcția obiectiv este monoton crescătoare în raport cu avere, iar pentru a reflecta aversiunea față de risc, aceasta este concavă.
În prezența unui număr mare de active disponibile pentru investiție, utilizarea unor funcții de utilitate realiste face ca această metodă, deși teoretic cea mai solidă, să fie intensivă din punct de vedere computațional.
Harry Markowitz a dezvoltat metoda liniei critice (critical line method), o tehnică de programare cuadratică, ce implică utilizarea unor funcții de două variabile (obiectiv și constrângeri) pentru a rezolva problema optimizării portofoliului. Această abordare permite determinarea întregului set de portofolii eficiente. Aplicarea metodei a fost detaliată ulterior de către William Sharpe, laureat al Premiului Nobel pentru Economie.

### Instrumente matematice
Optimizarea portofoliilor presupune echilibrarea randamentului așteptat cu gestionarea riscului, utilizând metode cantitative avansate. Datorită complexității acestui proces, sunt necesare algoritmi computaționali pentru a analiza și optimiza portofoliile în mod eficient. Un element central al acestui proces este construcția matricei de covarianță, care evaluează corelațiile dintre rentabilitățile activelor, permițând măsurarea și gestionarea eficientă a riscului.
Deoarece aceste metode necesită resurse computaționale semnificative, sunt utilizate tehnici avansate de optimizare globală pentru a echilibra precizia analizei cu eficiența procesului decizional.
Printre metodele utilizate se numără:
- Programare liniară[9][10] – utilizată pentru probleme de optimizare cu constrângeri liniare
- Programare cuadratică – esențială în optimizarea portofoliilor media-varianță
- Programare neliniară – aplicabilă în modele avansate care includ funcții obiectiv neliniare
- Programare mixtă cu numere întregi – folosită pentru optimizarea portofoliilor cu constrângeri discrete, precum limite minime/maxime pe active
- Metode metaheuristice⁠(d)[11] – utilizate pentru optimizarea problemelor complexe, incluzând algoritmi genetici și recocirea simulată
- Programare stochastică pentru optimizarea portofoliilor pe mai multe perioade[12] – metodă utilizată pentru integrarea incertitudinii în procesul de decizie
- Metode bazate pe copule[13] – permit modelarea dependenței neliniare dintre active
- Metode bazate pe analiza componentelor principale – utilizate pentru reducerea dimensiunii problemei și eliminarea redundanței informaționale
- Optimizare globală deterministă – identificarea soluțiilor optime la nivel global, evitând convergența la soluții locale
- Algoritmi genetici[14] – metode inspirate din evoluția naturală, utilizate pentru optimizarea neliniară a portofoliilor

Aceste tehnici sunt aplicate în practică de către fonduri de investiții, bănci, instituții financiare și gestionari de active, contribuind la optimizarea alocării capitalului, reducerea riscului și maximizarea randamentului ajustat la risc.
Optimizarea portofoliilor este fundamentală pentru elaborarea strategiilor investiționale eficiente, având aplicabilitate atât în gestionarea activă, cât și în gestionarea pasivă a activelor.

## Constrângeri în optimizarea portofoliului
Optimizarea portofoliului se realizează, de obicei, sub diverse constrângeri, precum cerințele de reglementare, lichiditatea redusă, costurile tranzacționale și implicațiile fiscale. Aceste restricții pot duce la alocări suboptime, concentrând portofoliul într-un număr limitat de active. De asemenea, luarea în considerare a unor factori precum impozitele, costurile de tranzacționare și comisioanele de administrare poate determina un nivel redus de diversificare, ceea ce crește riscul investițional.

### Reglementare, fiscalitate și criterii ESG
Investitorii pot fi restricționați prin reglementări să nu dețină anumite active financiare. De exemplu, optimizarea portofoliului fără constrângeri ar putea duce la poziții short (vânzări în lipsă) pe anumite active, însă acest lucru poate fi limitat sau interzis prin legislație.
În plus, eficiența fiscală joacă un rol esențial. În unele jurisdicții, deținerea sau tranzacționarea anumitor active poate fi neatractivă din cauza unor impozite ridicate. Acest factor trebuie integrat în modelul de optimizare, impunând restricții specifice care să țină cont de impactul fiscal asupra performanței portofoliului.
Tot mai multe portofolii trebuie să respecte criterii ESG (Environmental, Social, Governance), ceea ce impune constrângeri suplimentare. De exemplu, investitorii instituționali pot fi obligați să excludă industrii controversate, precum combustibilii fosili, armamentul sau tutunul. În unele cazuri, strategiile de investiții sustenabile necesită limitarea expunerii la companii cu scoruri ESG scăzute sau impun plasamente minime în active sustenabile, chiar dacă randamentul așteptat este mai mic. Astfel, integrarea criteriilor ESG în procesul de optimizare este esențială pentru echilibrarea randamentului cu cerințele etice și reglementare.

### Costuri de tranzacționare și reechilibrare
Costurile de tranzacționare reprezintă cheltuielile asociate modificării ponderilor portofoliului prin cumpărare și vânzare de active. Acestea includ costuri directe (comisioane de tranzacționare, spread-uri) și costuri indirecte, cum ar fi impactul pe piață al tranzacțiilor mari, care pot afecta negativ performanța portofoliilor, mai ales în cazul activelor mai puțin lichide.
Deoarece structura optimă a portofoliului se modifică în timp, există un stimulent pentru ajustări frecvente. Cu toate acestea, o frecvență ridicată a tranzacțiilor poate genera costuri semnificative, care pot eroda randamentul net al portofoliului. Astfel, strategia optimă presupune identificarea unui echilibru între:
- Reducerea costurilor de tranzacționare, prin limitarea reechilibrărilor excesive
- Menținerea unei alocări de portofoliu eficiente, prin ajustarea periodică a ponderilor

Această problemă este strâns legată de tracking error, care măsoară abaterea portofoliului față de un indice de referință (benchmark). În absența unei reechilibrări regulate, alocările pot devia semnificativ de la obiectivele inițiale.

### Risc de concentrare și impactul riscului valutar
Riscul de concentrare apare atunci când o expunere excesivă la un activ individual, sector sau regiune geografică poate duce la pierderi semnificative în cazul unor evenimente nefavorabile. Acest risc poate fi atenuat prin diversificare.
Diversificarea efectivă nu înseamnă doar creșterea numărului de active în portofoliu. De asemenea, este important ca activele din portofoliu să fie cât mai puțin corelate între ele. În caz contrar, portofoliul poate părea diversificat, dar în realitate va fi expus riscurilor comune care afectează toate activele corelate.
Dacă optimizarea portofoliului nu include constrângeri de diversificare, alocarea optimă ar putea fi puternic concentrată pe un număr redus de active, ceea ce crește riscul specific. Pentru a gestiona acest aspect, este esențială introducerea constrângerilor de diversificare, cum ar fi:
- Limitarea ponderii maxime pentru fiecare activ individual
- Impunerea unor plafoane sectoriale și geografice pentru reducerea riscului sistematic
- Integrarea măsurilor de corelare pentru a asigura o diversificare reală și eficientă

Gestionarea riscului de concentrare trebuie să facă parte dintr-un cadru de management al riscului bine definit, care să echilibreze randamentul așteptat și nivelul de risc asumat.
În cazul portofoliilor internaționale, riscul valutar devine un factor critic. Fluctuațiile cursurilor de schimb pot influența semnificativ randamentele, mai ales dacă investițiile sunt denominate în monede volatile. Pentru a gestiona acest risc, investitorii pot folosi strategii de hedging valutar, precum contractele forward, opțiunile sau instrumentele futures. Alternativ, diversificarea geografică echilibrată poate contribui la reducerea expunerii la volatilitatea valutară, oferind o mai bună stabilitate a randamentelor.

## Îmbunătățirea optimizării portofoliului

### Corelații și evaluarea riscului
Diferitele abordări ale optimizării portofoliului măsoară riscul în mod distinct. Pe lângă măsura tradițională – deviația standard sau pătratul acesteia (varianța) –, care nu sunt întotdeauna măsuri robuste ale riscului, există alternative mai relevante, precum raportul Sortino, Valoarea condiționată la risc (CVaR) și dispersia statistică. Acestea oferă o perspectivă mai detaliată asupra expunerii la pierderi, fiind mai adecvate în situații în care distribuția randamentelor prezintă asimetrie sau cozi groase.
Investițiile sunt, prin natura lor, orientate spre viitor, ceea ce înseamnă că matricea de covarianță a randamentelor trebuie estimată, nu doar observată retrospectiv. Un model frecvent utilizat în acest scop este Black-Litterman, care combină randamentele și covarianțele implicite de piață (estimate pe baza datelor istorice) cu „opiniile” managerului de portofoliu asupra anumitor active. Printr-o abordare bayesiană, modelul ajustează aceste estimări inițiale pentru a reflecta nivelul de încredere al managerului în previziunile sale. Rezultatul este o matrice de covarianță actualizată și un set de randamente ajustate, care pot fi utilizate într-un proces de optimizare. Alternativ, modelul poate genera direct alocări optime ale activelor, aliniate cu viziunea managerului asupra pieței.
Optimizarea portofoliului presupune că investitorii au un anumit grad de aversiune față de risc și că prețurile activelor pot devia semnificativ de la valorile istorice sau prognozate. În perioade de criză financiară, corelațiile dintre mișcările prețurilor activelor cresc semnificativ, ceea ce poate compromite beneficiile diversificării. Acest fenomen reduce eficiența portofoliilor diversificate, deoarece activele care anterior aveau mișcări independente ajung să se coreleze puternic, amplificând riscul sistemic.
În cadrul optimizării medie-varianță, estimarea precisă a matricei de varianță-covarianță este esențială. Metodele cantitative, precum simularea Monte Carlo cu copule gaussiene și distribuții marginale bine definite, s-au dovedit eficiente în captarea caracteristicilor reale ale pieței. Modelele moderne iau în considerare factori precum autoregresia, volatilitatea asimetrică, asimetria și kurtosisul⁠(d), oferind o estimare mai precisă a riscurilor. Ignorarea acestor caracteristici poate duce la erori semnificative în estimarea corelațiilor, varianțelor și covarianțelor, cu biasuri negative de până la 70% față de valorile reale.
Pentru investitorii aversi la risc, există strategii alternative de optimizare care pun accent pe minimizarea riscului de coadă. Metodele care utilizează VaR (Valoarea la risc) și CVaR (Valoarea condiționată la risc) sunt preferate pentru gestionarea pierderilor extreme. Simularea Monte Carlo cu copule de tip vine este o metodă adecvată pentru modelarea dependențelor din coada inferioară a distribuției randamentelor, permițând o estimare mai realistă a riscurilor în portofolii mari. Paritatea riscului de coadă pune accent pe distribuția riscului între active, în loc de alocarea tradițională a capitalului.
Recent, managerii de fonduri de hedging au început să adopte optimizarea la scară completă, care permite aplicarea oricărei funcții de utilitate în optimizarea portofoliului. Se consideră că această metodologie este mai adaptabilă investitorilor moderni, care doresc reducerea riscului de coadă, minimizarea asimetriei negative și limitarea evenimentelor extreme în distribuția randamentelor portofoliului. Comparativ cu optimizarea medie-varianță, optimizarea la scară completă permite personalizarea strategiilor investiționale în funcție de preferințele individuale ale investitorilor, ceea ce o face mai versatilă în condiții de piață variabile.
Atunci când astfel de metodologii implică funcții de utilitate de ordin superior, este esențială utilizarea unui model capabil să prognozeze o distribuție comună care să reflecte dependențele asimetrice dintre active. O metodă adecvată în acest scop este Copula Vine Canonică Clayton, care permite modelarea realistă a relațiilor de dependență dintre active. Aceasta este esențială pentru a surprinde corect relațiile neliniare și extreme dintre active, oferind o optimizare mai eficientă a portofoliului.

### Cooperarea în optimizarea portofoliului
Un grup de investitori poate opta să își agregheze capitalul într-un portofoliu comun, în loc să investească individual, și să aloce ulterior profiturile în funcție de preferințele lor privind utilitatea și toleranța la risc. Această abordare oferă beneficii semnificative, printre care maximizarea diversificării, reducerea costurilor de tranzacționare și o gestionare mai eficientă a riscului de portofoliu, permițând o alocare mai optimă a activelor.
Studiile arată că, în cadrul modelului utilității așteptate și al modelului medie-deviație, fiecare investitor poate obține, în general, o alocare a profiturilor mai avantajoasă decât portofoliul optim individual. Acest avantaj rezultă din efectele de diversificare, economiile de scară și flexibilitatea în alocarea profiturilor în funcție de aversiunea la risc a fiecărui investitor. În plus, diversificarea poate contribui la reducerea corelațiilor dintre active, ceea ce diminuează riscul total al portofoliului și poate îmbunătăți randamentul ajustat la risc, făcând această strategie atractivă pentru investitorii care urmăresc un echilibru optim între risc și rentabilitate.